# Esgrima nos Jogos Olímpicos de Verão de 1896
Nos Jogos Olímpicos de Verão de 1896, três eventos de esgrima foram disputados no Zappeion em Atenas. As provas realizaram-se nos dias 7 e 9 de abril com 15 esgrimistas de quatro países.

## Calendário
| Abril   | 6 | 7 | 8 | 9 | 10 | 11 | 12 | 13 | 14 | 15 |
| ------- | - | - | - | - | -- | -- | -- | -- | -- | -- |
| Esgrima |   | 2 |   | 1 |    |    |    |    |    |    |

|  | Dia de final |

## Medalhistas

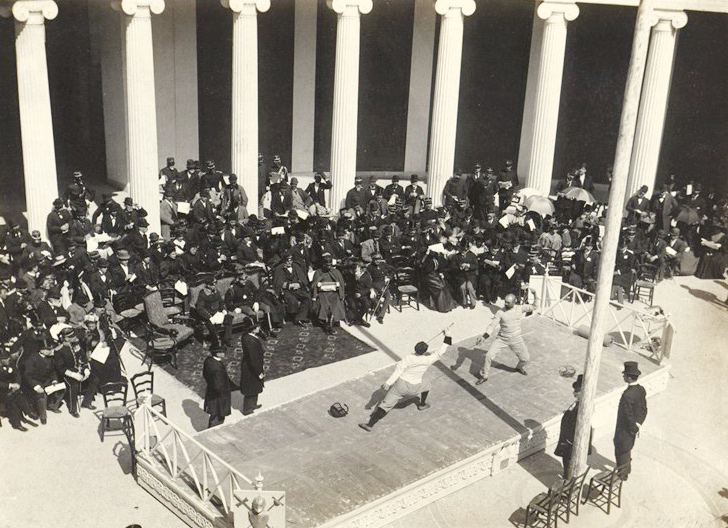
Disputa de florete durante os Jogos Olímpicos de 1896

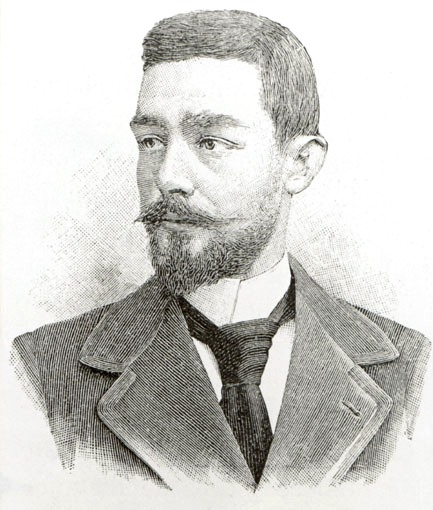
Leonidas Pyrgos, primeiro campeão olímpico da era moderna da história da Grécia

Masculino
| Evento                   | Ouro                               | Prata                            | Bronze                                      |
| ------------------------ | ---------------------------------- | -------------------------------- | ------------------------------------------- |
| Florete detalhes         | Eugène-Henri Gravelotte FRA França | Henri Callot FRA França          | Perikles Pierrakos-Mavromichalis GRE Grécia |
| Florete masters detalhes | Leonidas Pyrgos GRE Grécia         | Jean Maurice Perronet FRA França | nenhuma                                     |
| Sabre detalhes           | Ioannis Georgiadis GRE Grécia      | Telemachos Karakalos GRE Grécia  | Holger Nielsen DEN Dinamarca                |

## Quadro de medalhas
| Ordem | País          | Medalha de ouro | Medalha de prata | Medalha de bronze |   | Ordem por total |
| ----- | ------------- | --------------- | ---------------- | ----------------- | - | --------------- |
| 1     | GRE Grécia    | 2               | 1                | 1                 | 4 | 1               |
| 2     | FRA França    | 1               | 2                |                   | 3 | 2               |
| 3     | DEN Dinamarca |                 |                  | 1                 | 1 | 3               |
| TOTAL | TOTAL         | 3               | 3                | 2                 | 8 | —               |

## Países participantes
- AUT Áustria (1)
- DEN Dinamarca (1)
- FRA França (4)
- GRE Grécia (9)